# Gravette
Gravette – miasto w Stanach Zjednoczonych, w stanie Arkansas, w hrabstwie Benton.